# John Rädeckerbrug
De John Rädeckerbrug (brug 1916) is een vaste brug in Amsterdam-Oost.
Ze is gelegen in de Th. K. van Lohuizenlaan, tot 1998 Ijburglaan geheten en voert over het Lozingskanaal. Ze vormt samen met de gelijkende Ad Grimmonbrug (brug 1915) de verbinding tussen de wijk Zeeburg en het Cruquiuseiland. De bruggen trekken qua geschiedenis en uiterlijk met elkaar op. De inspraakronde voor deze bruggen begon in 1989 en in 1991 werd ze gebouwd. De John Rädeckerbrug is echter wel langer dan de Ad Grimmonbrug; het Lozingskanaal is nu eenmaal breder dan de Nieuwe Vaart.
Het is een betonnen brug met opvallend gele leuningen/balustrades. De brug heeft geen brugpijlers; de doorvaartwijdte tussen de landhoofden is ongeveer 14 meter. De brug is ontworpen door Dirk Sterenberg, die toen als zelfstandig architect voor de Dienst der Publieke Werken (of haar opvolgers) werkte. Hij verwerkte ook enige abstracte kunst in de borstweringen van de brug; Sterenberg was ook kunstenaar. Hij ontwierp meer dan 170 bruggen in en rond Amsterdam. 
De brug kreeg in april 2020 haar naam. De brug ligt in het verlengde van de Ad Grimmonbrug, die in 2017 werd vernoemd. Het Archief Grimmon (Cilly Jansen) droeg de naam voor beide bruggen voor. De gemeente benoemde de brug per abuis Johan Rädeckerbrug, maar herstelde dit later. John Rädecker was kunstenaar, de brug ligt in een omgeving waar meerdere straten en pleinen vernoemd zijn naar architecten kunstenaars, zoals de eerder genoemde Ad Grimmon; een aantal van hen werkte voor de oorlog bij of voor de gemeente Amsterdam. Grimmon en Rädecker waren jeugdvrienden en werkten vaak samen. Theodoor Karel van Lohuizen was civiel ingenieur bij de gemeente Amsterdam.

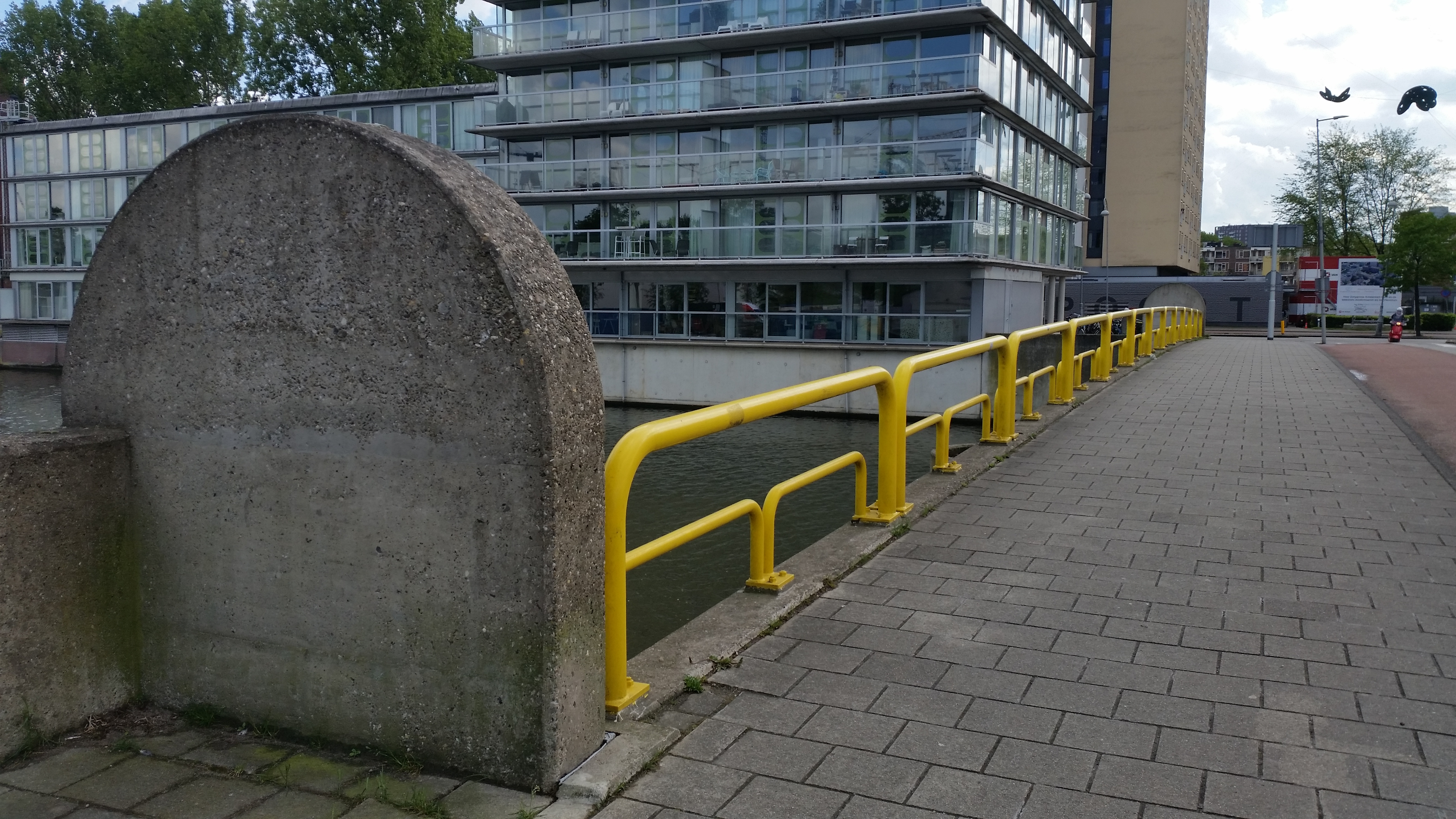
Borstwering en leuning van brug 1916 (april 2020)

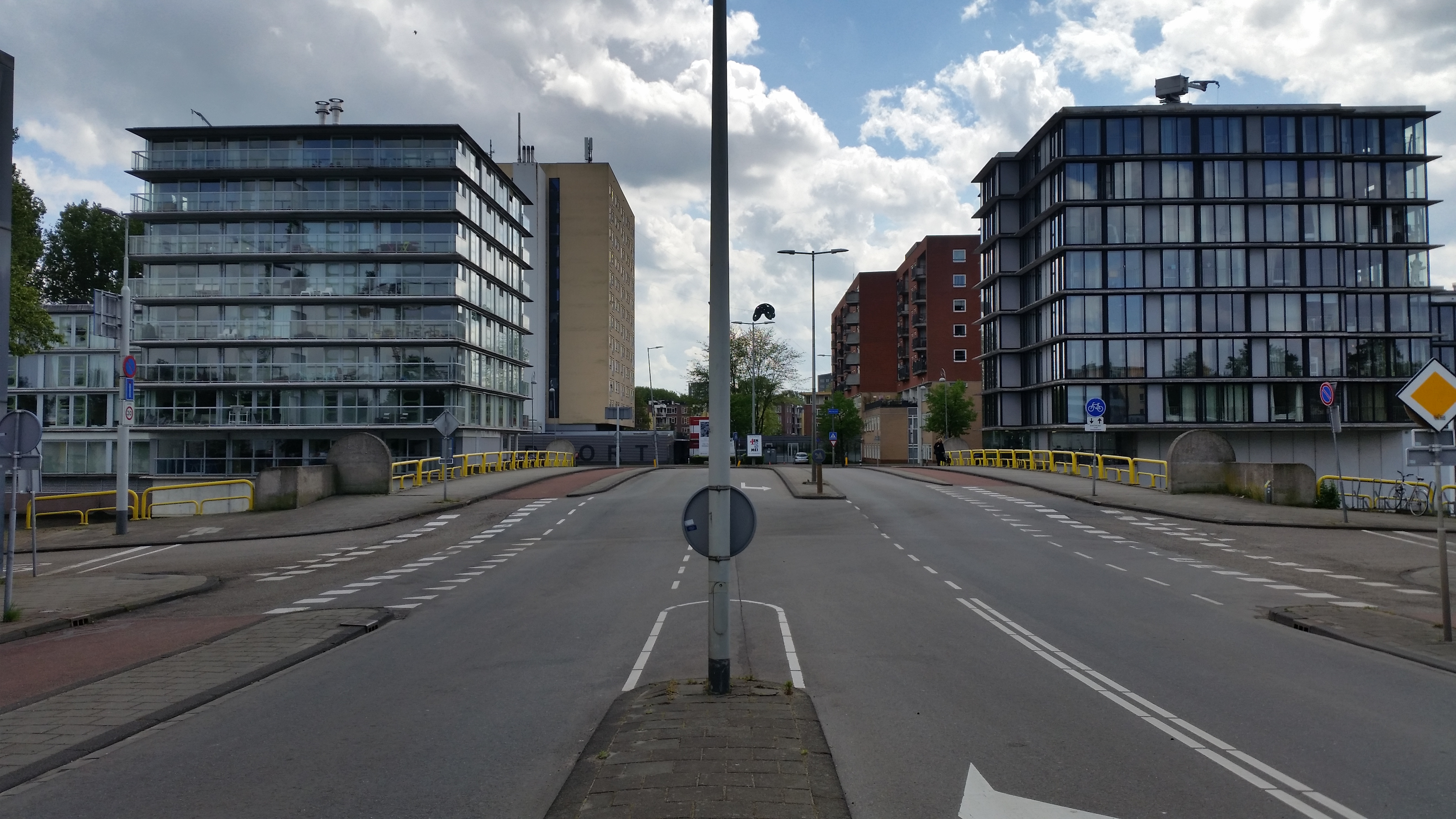
Brug naar het zuiden toe gezien (april 2020)

<<< · 1900 · 1901 · 1902 · 1904 · 1906 · 1907 · 1908 · 1909 · 1910 · 1911 · 1913 · 1914 · 1915 · 1916 · 1917 · 1919 · 1920 · 1922 · 1923 · 1925 · 1927 · 1929 · 1930 · 1931 · 1932 · 1933 · 1935 · 1936 · 1937 · 1938 · 1939 · 1940 · 1941 · 1942 · 1944 · 1945 · 1946 · 1947 · 1948 · 1949 · 1950 · 1951 · 1952 · 1953 · 1954 · 1955 · 1956 · 1957 · 1958 · 1959 · 1960 · 1961 · 1962 · 1963 · 1964 · 1965 · 1966 · 1967 · 1968 · 1969 · 1970 · 1971 · 1972 · 1973 · 1974 · 1975 · 1976 · 1977 · 1978 · 1979 · 1980 · 1981 · 1982 · 1983 · 1984 · 1985 · 1986 · 1987 · 1988 · 1989 · 1990 · 1991 · 1992 · 1993 · 1994 · 1995 · 1996 · 1997 · 1998 · 1999 · >>>
Brugnummers 1903, 1905, 1912, 1918, 1921, 1924, 1926, 1928, 1934, 1943 zijn niet (meer) in gebruik (januari 2021)